# Лёгкий, Адам Платонович
Адам Платонович Лёгкий — советский хозяйственный, государственный и политический деятель, Герой Социалистического Труда.

## Биография
Родился в 1909 году в селе Великая Пятигорка. Член КПСС.
С 1929 года — на хозяйственной, общественной и политической работе. В 1929—1980 гг. — колхозник, агроном, на партийной работе в Житомирской области Украинской ССР, участник Великой Отечественной войны, парторг 133-го армейского ремонтно-восстановительного батальона 6-й гвардейской танковой армии, на партийной и хозяйственной работе в Житомирской области Украинской ССР, директор совхоза «Большевик» Барского района Винницкой области.
Указом Президиума Верховного Совета СССР от 24 декабря 1976 года присвоено звание Героя Социалистического Труда с вручением ордена Ленина и золотой медали «Серп и Молот».
Умер в Шевченкове в 1990 году.